# سفينة سطح

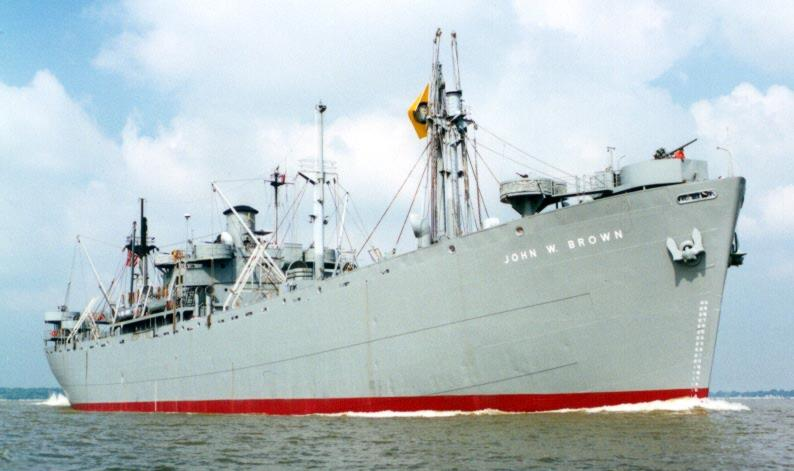
سفينة سطح

سفينة سطح هي احدي أنواع السفن الحربية ، تسير على سطح الماء . ويمكن أن يطلق هذا التعبير على أي قطعة بحرية حديثة باستثناء الغواصات . ويتراوح حجمها ما بين المركب وحاملة الطائرات .